# Октаедр (кристалографія)

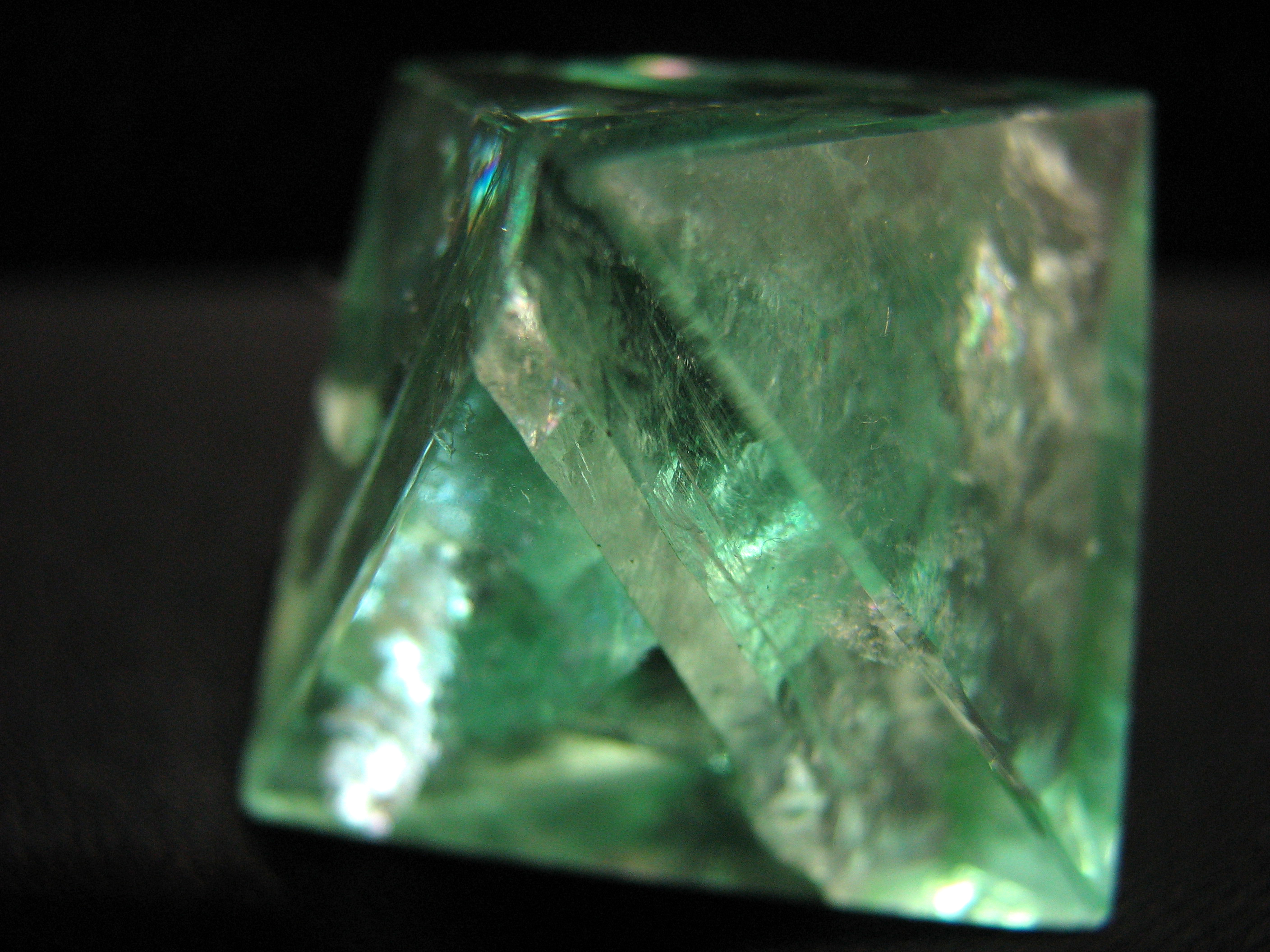
Октаедричний кристал флюориту.

Геометричний октаедр, натисніть тут для обертання моделі

Октаедр (рос. октаедр, англ. octahedron, нім. Oktaeder m, Achtflächner m) — у кристалографії — одна з найпростіших форм кубічної системи кристалів. У формі октаедра кристалізуються магнетит, мідь, срібло, алмаз, пірохлор, флюорит тощо.
Категорія: вища. Сингонія: кубічна. Вид симетрії: планаксіальний. Формула 3L44L36L29PC